# HOLOSTARS 2nd ACT「GREAT VOYAGE to UNIVERSE!!」
「HOLOSTARS 2nd ACT「GREAT VOYAGE to UNIVERSE!!」」（ホロスターズ セカンド アクト グレート ヴォヤージュ トゥー ユニバース）は、2022年10月20日の18時から日本・Zepp ダイバーシティ東京にて行われた、男性バーチャルYouTuberグループ・ホロスターズの2回目の全体ライブ。2022年6月26日に行われたホロスターズのイベント「HOLOSTARS 3RISE SUPER FAN MEETING 〜FLAGSHIP～」にて開催が発表された。

## 主催・制作協力
- 主催 - カバー株式会社、hololive production、HOLOSTARS[1]
- 協賛 - 株式会社ブシロード、みるハコ by JOYSOUND[3]
- 制作協力 - 株式会社LOGIC&MAGIC、株式会社LIVE FORWARD[1]

## 出演タレント・アナウンスを担当したタレント
出演タレントは、花咲みやび、奏手イヅル、アルランディス、律可、アステル・レダ、岸堂天真、夕刻ロベル、影山シエン、荒咬オウガの9名で、全員がアイドル衣装を着て出演した。また、アナウンスは、ホロスターズの内部グループ「UPROAR!!」（夜十神封魔、羽継烏有、緋崎ガンマ、水無世燐央）および、「HOLOSTARS English -TEMPUS-」（リージス・アルテア、アクセル・シリオス、マグニ・デズモンド、ノワール・ヴェスパー）が担当した。

## セットリスト
セットリストの出典：
8曲目の「A.scort」は、本公演にて初めて披露された新曲である。
1. 「JOURNEY to FIND STARS」（出演タレント全員）
2. 「We are the HOLOSTARS!!」（出演タレント全員）
  - MC1（出演タレント全員）
3. 「脱法ロック」（影山シエン）
4. 「絶望ビリー」（荒咬オウガ）
  - MC2（影山シエン、荒咬オウガ）
5. 「ナイト ライト サイド」（影山シエン、荒咬オウガ）
  - MC3（アステル・レダ、岸堂天真、夕刻ロベル）
6. 「シューティングスター」（岸堂天真）
7. 「POP-TALK」（夕刻ロベル）
8. 「A.scort」（アステル・レダ）
9. 「Last Sparkle」（アステル・レダ、岸堂天真、夕刻ロベル）
  - MC4（花咲みやび、奏手イヅル、アルランディス、律可）
10. 「開花宣言」（花咲みやび）
11. 「W.I.M.」（花咲みやび、奏手イヅル、アルランディス、律可）
12. 「ソラニン」（花咲みやび、奏手イヅル、アルランディス、律可）
13. 「水際エンドロール」（律可）
14. 「Compass」（花咲みやび、奏手イヅル、アルランディス、律可）
  - MC5（出演タレント全員）
15. 「Pentas」（アルランディス、律可、夕刻ロベル、影山シエン、荒咬オウガ）
16. 「Magic Word Orchestra」（花咲みやび、奏手イヅル、アステル・レダ、岸堂天真）
17. 「Find It」（出演タレント全員）
18. 「Re:Hello world」（出演タレント全員）
  - MC6（出演タレント全員）
19. 「Just Follow Stars」（出演タレント全員）

## エンディング
本公演の終了直後には、以下の6つの特報が発表された。
1. ホロスターズに関する新プロジェクトの始動
2. アルランディスの新ビジュアルの披露
3. 「UPROAR!!」の3Dモデルの披露
4. Blu-ray Disc『HOLOSTARS 2nd ACT「GREAT VOYAGE to UNIVERSE!!」』の発売
5. 本公演とみるハコ by JOYSOUNDのコラボレーション
6. ホロスターズとアパレルブランド・KANGOL REWARDのコラボレーション

## 本公演のために制作された楽曲
本公演のために制作された3曲の楽曲は、1週間ごとに音楽配信が行われ、ホロスターズの内部グループ「ホロスターズ1期生」、「ホロスターズ2期生」 、「ホロスターズ3期生」のメンバーがそれぞれ歌唱を担当した。

### 楽曲「ナイト ライト サイド」
「ナイト ライト サイド」（英語: Night Light Side）は、2022年9月25日に音楽配信が行われた、HOLOSTARS（「ホロスターズ3期生」のメンバー・影山シエン、荒咬オウガ）の楽曲。曲名の命名者は影山と荒咬で、影山曰く当初の曲名は「ナイト ライト シティ」だったが、影山と荒咬が隣合わせでいて、さらにその隣に彼らのリスナーが寄り添っているという意味を込めたことで、最終的に「シティ」が「サイド」に変わったという。作詞はヤマモトショウ、作曲・編曲は宮野弦士が手がけた。
| 全作詞: ヤマモトショウ、全作曲・編曲: 宮野弦士。 |                                        |                |            |      |
| #                                                | タイトル                               | 作詞           | 作曲・編曲 | 時間 |
| 1.                                               | 「ナイト ライト サイド」               | ヤマモトショウ | 宮野弦士   | 4:35 |
| 2.                                               | 「ナイト ライト サイド」(Instrumental) | ヤマモトショウ | 宮野弦士   | 4:35 |
| 合計時間:                                        | 合計時間:                              | 9:10           |            |      |

### 楽曲「Last Sparkle」
「Last Sparkle」（ラスト スパークル）は、2022年10月1日に音楽配信が行われた、HOLOSTARS（「ホロスターズ2期生」のメンバー・アステル・レダ、岸堂天真、夕刻ロベル）の楽曲。楽曲の制作者は、いずれもHifumi,inc.に所属するクリエイターで、作詞は櫻澤ヒカル、作曲は佐藤陽介、編曲は古峰拓真が手がけた。
| 全作詞: 櫻澤ヒカル（Hifumi,inc）、全作曲: 佐藤陽介（Hifumi,inc.）、全編曲: 古峰拓真（Hifumi,inc）。 |                                |                          |                         |      |
| #                                                                                                   | タイトル                       | 作詞                     | 作曲・編曲              | 時間 |
| 1.                                                                                                  | 「Last Sparkle」               | 櫻澤ヒカル（Hifumi,inc） | 佐藤陽介（Hifumi,inc.） | 4:15 |
| 2.                                                                                                  | 「Last Sparkle」(Instrumental) | 櫻澤ヒカル（Hifumi,inc） | 佐藤陽介（Hifumi,inc.） | 4:15 |
| 合計時間:                                                                                           | 合計時間:                      | 8:30                     |                         |      |

### 楽曲「Compass」
「Compass」（コンパス）は、2022年10月8日に音楽配信が行われた、HOLOSTARS（「ホロスターズ1期生」のメンバー・花咲みやび、奏手イヅル、アルランディス、律可）の楽曲。作詞・作曲・編曲は湯原聡史が手がけた。
| 全作詞・作曲・編曲: 湯原聡史。 |                           |          |            |      |
| #                              | タイトル                  | 作詞     | 作曲・編曲 | 時間 |
| 1.                             | 「Compass」               | 湯原聡史 | 湯原聡史   | 4:02 |
| 2.                             | 「Compass」(Instrumental) | 湯原聡史 | 湯原聡史   | 4:02 |
| 合計時間:                      | 合計時間:                 | 8:04     |            |      |

## Blu-ray Disc
『HOLOSTARS 2nd ACT「GREAT VOYAGE to UNIVERSE!!」』（ホロスターズ セカンド アクト グレート ヴォヤージュ トゥー ユニバース）は、株式会社ブシロードミュージックから2023年2月22日に発売された、本公演の模様を収録したBlu-ray Disc。音楽チャート・オリコンチャートによる2023年03月06日付の週間 ミュージックDVD・Blu-rayランキングにて16位を記録した。